# Любойно
Любойно (на македонска литературна норма: Љубојно) е село в югозападната част на Северна Македония, община Ресен. Населението му е около 150 души.

## География
Намира се на 2 километра източно от Преспанското езеро, на 900 метра надморска височина.

## История
Любойно се споменава в хрисовул на Стефан Душан от 1347 година, според който архиепископ Николай Охридски е дарил на Трескавечкия манастир свой метох, разположен в селото.
В XV век в Любойно са отбелязани поименно 103 глави на домакинства. Селото се споменава в османски дефтер от 1530 година под името Лубойна, хас на Касъм паша, с 56 ханета гяури, 56 ергени гяури и 4 вдовици гяурки.
В „Етнография на вилаетите Адрианопол, Монастир и Салоника“, издадена в Константинопол в 1878 година и отразяваща статистиката на населението от 1873 година, Любойно (Luboïno) е посочено като село в каза Ресен със 106 домакинства и 300 жители мюсюлмани и 10 българи.
Според българския географ Васил Кънчов („Македония. Етнография и статистика“), през 90-те години на XIX век Любойно има 550 жители българи християни и 40 албанци мохамедани.
На Етнографската карта на Битолския вилает на Картографския институт в София от 1901 година Любойно е чисто българско село в Битолската каза на Битолския санджак с 30 къщи.
Всички християнски жители на Любойно в началото на XX век са под върховенството на Българската екзархия - според статистиката на секретаря на Екзархията Димитър Мишев („La Macédoine et sa Population Chrétienne“) в 1905 година населението на селото се състои от 744 българи екзархисти и 42 албанци. В селото има българско училище.
По време на Илинденското въстание са изгорени всички 105 къщи в Любойно, убити са Костадин Петров, Симо Петров, Стоян Пекаров, Иван Ристов, Колейца Голомадева, Стоян Илиев, Спасе Митрев, Фоте Ложанче, Митре Стоянов, Евтим Стоянов, Сърбин Павлев, Лазарица Видинова, Стоян Трайков, Яневица Гърчева, Иван Ралич, Никола Стефанов, Коле Стоянов. От селото 80 души участват във въстаническите чети, като само Васил Стефанов загива. Опожарена е и българската църква. След въстанието селото получава помощи от българския владика Григорий Пелагонийски.
Около това врѣме... въ нашето село бидоха убити 15 души. Между тѣхъ имаше и три жени. Макарь 80 души четници да бранѣха селото, нъ нищо не бѣ въ състояние да спре многобройната сгань отъ войски, илявета и башибозукъ. Нападнаха селото, ограбиха го и го изгориха. Същеврѣменно изгориха и ближнето до насъ село Брайчино. Населението, което се бѣ отеглило въ планината, на третия день биде заобиколено отъ войска. Въ същата минута нѣкѫдѣ се чу пушка. Тогава войската се спусна и съ единъ залпъ уби деветь души отъ Брайчино. Двѣтѣ млади невѣсти между деветьтѣ прѣдварително бидоха опозорени и послѣ убити. Слѣдъ това войската откара цѣлото население въ Наколецъ, дѣто ни държаха плѣнени цѣли двѣ седмици. Мѫкитѣ, които изтеглихме въ Наколецъ, не могатъ да се изкажатъ: биеха ни, изтезаваха ни по най-грозенъ начйнъ, като ни газѣха съ краката. Това правѣше най вече башибозукътъ. Рустемъ отъ Пѫпле, Решидъ отъ Наколецъ и Джелйо онбаши отъ Крани не знаеха какъ и какъ по жестоко да си отмъстятъ. Прѣдъ очитѣ ни се продаваха ограбенитѣ вещи и покѫщнина на никаква цѣна. Така безчовѣчно ни тъпчеха, до като отъ Битоля пристигна каймакаминътъ, който ни разрѣши да се възвърнемъ въ изгоренитѣ села. Въ Брайчино двѣтѣ църкви останаха здрави, та народьтъ има дѣ да се събере и моли на Бога, а въ нашето село и това нѣма, па и иначе отъ страна на храна почти населението гладува. Снопето
ни изгориха, а готовото жито ни задигнаха.
През декември 1903 година българският владика Григорий Пелагонийски, придружаван от Наум Темчев и Търпо Поповски, пристигат в Преспа, за да раздават помощи на пострадалото при потушаването на Илинденското въстание население. Темчев пише:
| „ | ...многобройна войска, която усилено върви къмъ Любойно. И наистина, прѣди да влѣземъ въ Любойно, ние видѣхме, че войскитѣ го заобиколили вече отъ три разни страни. На край селото черквата бѣ изгорена. Изгорени бѣха и всички 105 български кѫщи и 11 турски. Само една малка кѫщица по срѣдъ селото бѣ останала здрава. Всички селяни живѣеха въ колиби. Дѣдо владика слѣзе да си отпочине въ колибата на селския свещеннкъ Христо. За Любойно и другитѣ изгорени села бѣха прѣдвидени помощи, които мислѣхме, че сѫ вече изпратени отъ Битоля по селския свещеникъ. Нъ оказа се, че тие вещи не били още пристигнали. Войскитѣ заобиколиха селото. Една часть на чело съ бинбашията влѣзе вѫтрѣ. Дѣдо владика рѣши да си заминемъ и да прѣношуваме въ ближнето село Щърбово... На излизане отъ селото, ние видѣхме, какъ войскитѣ разкарваха селянитѣ отъ колиба въ колиба. Отъ послѣ се узна, че бинбашията отъ Наколецъ съ цѣлъ табуръ войска дошълъ да прави обискъ въ Любойно и да лови комити. Нѣма съмнѣние, че това бѣше въ свързка съ нашето пристигане въ селото. | “ |

Според официални османски данни по време на въстанието в селото изгарят 11 турски и 105 български къщи.
При избухването на Балканската война в 1912 година 4 души от селото са доброволци в Македоно-одринското опълчение.
По време на българското управление на Вардарска Македония през Първата световна война Любойно е част от Наколска община в Ресенска околия и има 839 жители.
Според преброяването от 2002 година селото има 186 жители, от които:
| Националност     | Всичко |
| северномакедонци | 175    |
| албанци          | 10     |
| турци            | 0      |
| роми             | 0      |
| власи            | 1      |
| сърби            | 0      |
| бошняци          | 0      |
| други            | 0      |

Около и в Любойно има 10 църкви. „Св. св. Петър и Павел“ е изградена в 1923 година на 1,5 km източно от селото и има впечатляваща камбанария. „Свети Йоан Богослов“ е главната селска църква от 1861 година. „Свети Атанасий“ на 1 km източно е от 1623 година. Малката „Света Богородица“ е разположена западно от селото. В западния край на селото е малката и неугледна „Света Марена“. „Света Богородица Пречиста“ е строена върху стара църква със запазени стенописи от XVII век. „Свети Никола“ е малка сграда с полукръгла апсида от XIV век. „Свети Димитър“ е малка църква на около километър западно от селото. „Свети Илия“, източно от селото на пътя за Брайчино, вероятно е сторена в XIX век и по-късно обновена.

## Личности
Родени в Любойно
- Алексо Трайко, българин, православен, арестуван преди април 1904 година, обвинен в „присъединяване към българския бунтовнически комитет и употреба на оръжие в битките против османската войска“, осъден от Извънредния съд на 5 години каторга, лежал в Битолския затвор, амнистиран с общата амнистия от 12 април 1904 година[21]
- Васил Танчев Голомадев, български революционер от ВМОРО[22]
- Владо Туджаров, български общественик
- Георги Илия, българин, православен, арестуван преди април 1904 година, обвинен в „присъединяване към българския бунтовнически комитет и употреба на оръжие в битките против османската войска“, осъден от Извънредния съд на 5 години каторга, лежал в Битолския затвор, амнистиран с общата амнистия от 12 април 1904 година[21]
- Георги Милош, българин, православен, арестуван преди април 1904 година, обвинен в „присъединяване към българския бунтовнически комитет и употреба на оръжие в битките против османската войска“, осъден от Извънредния съд на 5 години каторга, лежал в Битолския затвор, амнистиран с общата амнистия от 12 април 1904 година[23]
- Йосиф Грезловски – Гандето (р. 1945), северномакедонски писател
- Йован Христо, българин, православен, арестуван преди април 1904 година, обвинен в „присъединяване към българския бунтовнически комитет и употреба на оръжие в битките против османската войска“, осъден от Извънредния съд на 5 години каторга, лежал в Битолския затвор, амнистиран с общата амнистия от 12 април 1904 година[23]
- Йоше Шерденков, български революционер от ВМОРО
- Коста Петров, български революционер от ВМОРО, четник на Петър Христов Германчето[24]
- Ламбе Алабаковски (р. 1987), северномакедонски певец
- Методия Фотев (1932 - 2019), писател от Република Македония
- Мирче Наум, арестуван през септември 1903 година, обвинен в „разбойничество“, осъден на 10 години каторга, заточен в Диарбекир, амнистиран с общата амнистия от 12 април 1904 година[25]
- Наум Манивилов (1934 – 1961), писател от Народна република Македония
- Никола Христов Бубутиев, български революционер от ВМОРО[26]
- Павле Васил, арестуван през октомври 1903 година, обвинен в „разбойничество“, осъден на 3 години каторга, заточен в Диарбекир, амнистиран с общата амнистия от 12 април 1904 година[27]
- Ристе Коте, българин, православен, арестуван преди април 1904 година, обвинен в „присъединяване към българския бунтовнически комитет и употреба на оръжие в битките против османската войска“, осъден от Извънредния съд на 5 години каторга, лежал в Битолския затвор, амнистиран с общата амнистия от 12 април 1904 година[23]
- Сеид Мустафа, арестуван преди април 1904 година, обвинен в „кражба на предмети от българското население, което по време на бунта напуснало селата и избягало в планината“, осъден на 1 година от Апелативния наказателен съд, лежал в Битолския затвор, амнистиран с общата амнистия от 12 април 1904 година[28]
- Сотир Гоце, българин, православен, арестуван преди април 1904 година, обвинен в „присъединяване към българския бунтовнически комитет и употреба на оръжие в битките против османската войска“, осъден от Извънредния съд на 5 години каторга, лежал в Битолския затвор, амнистиран с общата амнистия от 12 април 1904 година[21]
- Спиро Никола, българин, православен, арестуван преди април 1904 година, обвинен в „присъединяване към българския бунтовнически комитет и употреба на оръжие в битките против османската войска“, осъден от Извънредния съд на 5 години каторга, лежал в Битолския затвор, амнистиран с общата амнистия от 12 април 1904 година[21]
- Спиро Фотев Ложанков, български революционер от ВМОРО[29]
- Филип Коте, арестуван през септември 1903 година, обвинен в „присъединяване към българските разбойници“, осъден на 7 години каторга, заточен в Диарбекир, амнистиран с общата амнистия от 12 април 1904 година[30]
- Христо Попдимитров, български революционер от ВМОРО[22]
- Христо Томе, българин, православен, арестуван преди април 1904 година, обвинен в „присъединяване към българския бунтовнически комитет и употреба на оръжие в битките против османската войска“, осъден от Извънредния съд на 5 години каторга, лежал в Битолския затвор, амнистиран с общата амнистия от 12 април 1904 година[21]
- Яндрия Стоянов Казиов, български революционер от ВМОРО[29]

Починали в Любойно
- Дечо Димитров Дечев (1920 – 1943), български военен деец, кандидат-подофицер, загинал през Втората световна война[31]
- Ристе Спасевски (1925 – 1944), югославски партизанин
- Янко Мариовски (? – 1944), югославски партизанин